# 조선대학교
조선대학교(朝鮮大學校, Chosun University)는 광주광역시 동구 조선대길 146에 위치해 있는 사립 종합대학이다.
또한 조선대학교는 호남 지방 거점 사립대학이자 한반도 최초의 민립대학(民立大學) 으로서 1946년 9월 ‘민족국가 수립에 기여할 지역사회의 인재를 양성’이라는 설립 정신 아래 7만 2,000여 명으로 이루어진 조선대학설립동지회에 의거하여 광주야간대학원(光州夜間大學園)으로 설립되었다. 같은 해 11월 호남지역 안에서의 대학이 아닌 전국의 인재를 키우는 대학이 조성되기를 바라서 조선대학(朝鮮大學)으로 명칭을 변경하였고 1948년 5월 26일 재단법인 조선대학이 설립인가되었으며 1953년 종합대학으로 승격되었다.
일제 강점기의 민립대학설립운동(民立大學設立運動)에 영향받았으나 설립과 관련하여 직접 영향받지는 않았고  비리 재단 축출과 학원 민주화와 학원 자주화를 달성하고자 1987년에서 1988년까지 학내에서 일어났던 대학 개혁 운동인 1·8 항쟁 이후 학교법인은 교육과학기술부 산하 사학분쟁조정위원회에서 파견하는 임시이사 체제로 이어져 오다가 2010년 22년만에 정이사(正理事) 체제로 전환하였다. 교훈(校訓)은 ‘개성교육·생산교육·영재교육’이고 교색(校色)은 청색, 교목(校木)은 소나무, 상징 동물은 백학인데 이것은 무등산 서석골에 있는 본관 건물의 형상이 비상하는 학의 모습을 형상화하였다는 사실에서 유래하며 선비의 기상, 미래의 이상을 상징하는 의미를 담는다. 약칭으로 조선대 혹은 조대라고 부르며, 학교법인 조선대학교가 운영한다.

## 연혁

### 태동기

설립 당시 공사 중인 본관 (1950년 초)

일본 제국의 탄압으로 좌절된 호남 지역의 민립대학설립운동(民立大學設立運動)은 해방 직후인 1946년 5월 조선대학 설립동지회(朝鮮大學 設立同志會)와 창립준비위원회가 결성하면서 부활하였다. 설립동지회원들은 12월부터 트럭을 타고 전라도 각 지역을 돌아다니면서 모금하였는데 이에 군수, 경찰서장, 면장, 시골이장은 물론 기생까지 당시 쌀 2말값에 해당하는 100원짜리 설립동지회원권을 샀고 가난했던 농촌민도 대학을 세운다는 말에 깨, 김, 미역을 내놓으면서 대학 설립에 힘을 보태는, 설립동지회원 자격은 해방된 조국을 건설하려는 신념에 불타는 지식인, 관리, 지주에서 머슴과 촌부까지 계층, 학력, 빈부 격차를 넘어서 호남 지역 전 대중뿐만 아니라 멀리는 제주도에서 충청도와 수도권에까지 완전히 개방되었다. 당시 전라남도지사였던 서민호는 일본 메이지대학교(明治大学)를 졸업하고 일본 문교사회국에서 근무한 경험이 있는 박철웅에게 설립동지회장직을 맡게 하였고 대학 설립을 준비하고자 도청이 소유한 차량을 사용하게 하고 도지사 명의로 사장과 군수에게 협조 지시 공문을 보내는, 설립에서 일선에서 큰 역할을 하였다.
1946년 8월 5일 “개성교육·생산교육·영재교육”의 건학 이념과 “민족국가 수립에 기여할 지역사회의 인재를 양성”이라는 설립 이념으로 광주서중학교에서 발족식을 했으며 동년 9월 9일 광주야간대학원(光州夜間大學園)이 설립 인가되었고 9월 29일 광주야간대학원[4학부, 12학과, 1,194명]을 개교하였다. 그 해 11월 23일 광주 지역에 국한된 대학이 아닌 전국의 인재를 키우는 대학이 만들어지기를 바라면서 정부수립 전에 인재 양성이 민족과 국가의 미래를 이끄는 초석이라는 사실을 명심하고 서민호 전라남도지사의 뜻을 좇아 교명을 '해뜨는 아침'이라는 민족 공동체를 상징하면서 진취성을 띤 기상을 함의한 조선대학(朝鮮大學)으로 개칭하였고 1947년 설립동지회는 회원 7만 2천여 명을 확보하고 1948년 5월 26일 재단법인 조선대학이 미군정청에서 설립이 인가되었는데 이는 1988년 《한겨레신문》이 창간될 당시 국민 4천여만 명 중에서 모집한 주주가 6만 1천여 명이었다는 사실을 상기할 때 전국 인구가 1,600만 명이던 1947년 당시 호남 지역을 중심으로 7만 2천여 명이 성금을 내어 대학을 건설하였다는 사실에 큰 의미를 둘 수 있다.
설립 주체의 대중성과 규모로 말미암아 조선대학교는 명실상부한 호남인의 민립 대학으로 출발하였고 설립동지회는 입회 권유문으로써 시급한 과제인 민족국가와 민족문화 건설에 당면하여 획일성을 배격하고 개성을 갖춘 민주주의에 적합한 시민을 양성하고 학문과 사회 현실이 상호 실행하는 연관이 있는 현실에 적합하게 교육하여 전문지식인을 양성하되 자질 있는 학생에게 교육받을 기회를 확대해야 한다고 강조하였다.
1953년 3월 10일 조선대학은 조선대학교(종합대학)로 승격되며 문리과·법정·공과대학 3개 대학과 대학원을 설치하였다. 1957년 대학원이 박사학위와 명예박사학위를 수여하게끔 지정되었다.

### 군부 독재 시기
1960년대 4·19 혁명과 5·16 군사정변으로 이어지는 정치상 혼란기 속에 조선대학교 학생들은 군부 독재 시기에 접어들어 거듭 부침하는 일변, 1965년 한일회담을 반대하는 시위에 적으로 활동하였다. 1965년과 1966년 각각 사범대학과 의과대학을 설립하였고 1971년 부속병원을 개원하였으며, 체육대학을 설립하였다. 1973년 치과대학, 1978년 경상대학을 설립하였고 치과대학 부속치과병원을 개원하였다. 1979년 외국어대학을 설립하였고 1980년 미술대학을 설립하였다.
1980년 5·18 광주 민주화 운동 시기 조선대학교 학생들은 5월 18일 이전부터 민주화 운동에 앞장서며 조선대민주투쟁위원회를 조직하여 전남대학교 총학생회와 공동 명의로 제1 시국 선언을 발표하였고 항쟁기간에 시민군 지도부에서 중요한 역할을 담당했다. 5월 17일 전두환, 노태우를 비롯한 신군부 인사가 정권을 장악하려고 주도한 5·17 쿠데타를 이용하여 불법성을 띤 비상계엄을 확대하는 조치에 따라 자정을 기해 무기한 휴교령이 발동하고 새벽 2시 제7공수특전여단은 전주 전북대학교 점령 전주를 지나 곧바로 광주로 들어와 조선대학교와 전남대학교를 점령하고 학내에는 즉시 계엄군이 진주하였으며 공수부대원들은 각기 조를 편성해 광주 시내 각 학교의 입구를 지키고 검문·검속하였다. 항쟁 기간 계엄군들은 조선대학교 내에 진주하면서 야영하였는데 당시 시내 곳곳에서 연행되어 온 수많은 시민과 학생이 교내 체육관, 대운동장의 야전 막사에 수용되어 계엄군에게 잔인하고 혹독하게 폭행당했다. 1997년 광주광역시 예산으로 교내 정문 입구 화단에 5.18 광주 민주화 운동 사적지 표지석(사적번호12)이 설치되었다.

### 학원 민주화 운동 시기

1·8 항쟁 기간 중 농성중인 재학생

호남 지역 민중에 의거해 설립된 민립 대학인 조선대학교를 사유화(私有化)하고자 대학 설립 당시 '설립동지회 회장'이었던 자신의 지위를 이용하여 1982년 불법으로 정관을 변경하고·부정입학·교수 해임·교수 및 학생들에 대한 폭언과 폭행·공금 횡령·1986년 교수들의 시국선언을 막기 위해 매일 아침 7시에 전체 교수 및 교직원을 운동장으로 집합시켜 출석을 부르고, 노교수·여교수 할 것 없이 운동장을 두 바퀴씩 구보하게 한 다음 총장에게 충성서약을 하게 하는 등 온갖 전횡을 일삼던 박철웅 총장과 그 일가에 항거하여 설립 이후 민족과 지역사회의 기대에 부응할 만한 역할과 발전을 기하지 못하였다는 반성이 대학구성원들과 지역사회에서 크게 일어나, 대학 설립 당시의 지역 원로들이 젊은 사람들이 일선에 나서야 한다고 하면서 제5공화국 막바지인 1987년 반(反) 군부 독재 투쟁과 맞물려 학생, 교수, 동문들이 중심이 되어 학부모까지 가세하여 '박철웅 총장 퇴진 및 민립대학 환원'투쟁인 1·8 항쟁이 일어났다. 1·8 항쟁은 113일간의 장기농성 끝에 1988년 1월 8일 새벽 4시 학내에 공권력 투입으로 막을 내린 학원 민주화 투쟁으로 항쟁 기간동안 투입된 경찰력이 1,500여명에 이르며 강제진압과정에서 2명이 중화상을, 1명이 투신하였고 45명이 구속되었다.
1·8 항쟁 이후 1988년 9월 이돈명 제8대 총장이 선출되었는데, 취임과 동시에 이돈명 총장은 설립 정신을 받들어 구 경영진에 의해 수십 년 간 파행적으로 운영되어 온 각종 제도를 민주적이고 합리적으로 바로잡으려고 노력하면서 명실상부한 민립·민주대학으로 거듭나기 위한 변화작업에 착수하였고, 1989년 3월 전국 대학 최초로 예·결산과 집행내역을 공개함으로써 대학 구성원들에게 학교의 운영 실태를 알리고 주인의식을 이해하게 하는 학사행정의 원칙을 확립하였다.

### 2000년대 이후

설립기념탑 (2009년)

2000년 생물신소재연구센터, 가상교육센터, 고전연구원, 계측제어공학교육센터 등을 설립하였고 2001년 디자인대학원을 설립하였다. 2003년 교육인적자원부 지방대학육성사업, 과학기술부 기초의과학센터(MRC)·WISE호남지역센터에 선정되었다. 2004년 한문학과, 경찰행정학과, 태권도학과를 신설하였으며, 조선대학교 산학협력단을 설치하였다. 2004년 군사학부를 신설하고, 육군 31보병사단과 학군협정 조인식을 가졌으며, 4월 동광건설의 황금추 회장이 고시원(황금추관)을 기증하여 준공에 들어갔다. 2007년 12월 중앙도서관 분관 법학전문도서관을 개관하였고, 완도 해양생물연구센터를 개소하였다.
2008년 '장기발전계획2015'를 확정하였는데, 이는 통일한국의 주역이자 동북아시아중심 대학이라는 비전을 가지고 질적인 도약단계로 진입하기 위한 조선대학교의 대학발전계획으로서 우수교원확보 효과적 교육/연구환경조성, 수요자중심의 맞춤형 교육으로 창의적 인재 양성, 성과중심의 연구지원 시스템 구축, 투명하고 효율적인 행정 추구, 재정기반 확충과 복지향상, 특성화를 통한 국가와 지역의 미래 선도, 창의적인 문화캠퍼스 조성을 내용으로 하는 7개경영방침을 기본으로 하고있다.
2009년 3월 의학전문대학원과 치의학전문대학원을 개설하였고, 글로벌법학과, 기초의과학부, 자유전공학부를 신설하였다. 4월 대학 교육 역량강화사업 지원 대학과 지역연고산업육성사업에 각각 선정되었고, 7월 광역경제권 선도산업 인재양성사업에 선정되었다. 1·8 항쟁 이후 교육과학기술부 산하 사학분쟁조정위원회에서 파견하는 임시이사 체제로 이어져 오던 학교법인은 2010년 22년만에 정이사(正理事) 체제로 전환되었고, 교육과학기술부 지정 융합형원천기술개발사업, 공공복지안전연구사업, 대학 교육역량강화사업 지원 대학에 각각 선정되었다. 2011년 기초교육원을 확대·개편하여 기초교육대학을 신설하였고,
개교65주년을 맞이하였다. 2012년 호남지역 최초로 임상약학대학원을 신설하였다.
- 2018년 : 교육부 대학기본역량진단평가 결과 역량강화대학 선정 및 조건부 일반재정지원[48]

## 캠퍼스 · 주요시설

정문과 공대 제1공학관 (2011년)

광주광역시 동구에 본캠퍼스인 백악캠퍼스가 있고, 북구에 첨단산학캠퍼스가 있다.

### 백악캠퍼스
조선대학교 백악캠퍼스는 광주광역시 동구 필문대로 365에 위치해 있으며 약 1,068,743m2의 교지가 있다. 캠퍼스의 뒤로는 무등산을 끼고 있으며, '백악(白堊)'이라는 명칭은 본관 건물이 전체가 흰색이어서 백악이라고 불리던 것에서 유래한다. 또한 본관의 모습이 마치 학이 날개를 펼치고 날아가려고 하는 모양새로 보인다 하여 '백학(白鶴)캠퍼스'라고도 한다.
총 길이 375m로 전 세계 대학 건물 중 가장 길이가 긴 조선대학교 본관 건물은 학교뿐만 아니라 광주광역시의 상징으로 1947년 착공된 이후 한국 전쟁으로 건립에 어려움을 겪었으나, 광주, 전남,북 호남지역 시,도민들과 전 교직원과 학부모가 온갖 어려움을 무릅쓰고 공사를 추진하여 1954년 완공되었다. 건립 당시에는 중앙 5개의 박공지붕으로 구성된 건물이었으나 몇 차례의 증축을 거치며 현재의 19개의 박공지붕 건물로 발전되었다. 1995년 본관 건물은 기둥에 균열이 발견되는 등 노후건물로 판정되어 한동안 폐쇄되기도 하였다. 2003년 한국대학신문의 아름다운 캠퍼스 BEST10에 선정되었고, 2004년에는 본관의 중앙 5개 박공부분이 등록문화재 94호로 지정되었으며, 2009년에는 야간 경관 조명 공사로 광주광역시를 상징하는 랜드마크로 새롭게 태어났다.
서석홀, 입석홀, 학생회관, 의성관, 국제관, 해오름관, 항공우주·선박해양공학관 등의 건물이 있으며 중앙도서관 앞 운동장 전면에는 인조잔디 축구장 2면, 하키장 1면, 테니스코트 4면등이 있어 2007년 전국체육대회 등 대규모 체육행사의 보조경기장으로 활용되었고, 2010년에는 노천극장인 1·8 극장이 새롭게 단장되었다. 주변에 광주 도시철도 1호선 남광주역이 있다.

중앙도서관

백학학사

글로벌 하우스

1950년 본관 2층 서고에서 시작하여 여러 해에 걸쳐 각 단과대학에 분관을 두어오던 도서관은 2003년 공대분관, 자연대분관, 의대분관을 통합하여 현재의 중앙도서관이 개관하기까지에 이르렀다. 전체 5,508평의 규모에 호남지역 최초로 장서수 100만권을 돌파하였다. 일반열람실, 멀티미디어정보센터, 인문·사회과학자료실, 예술·역사자료실, 문학자료실, 연속간행물실, 의학학술정보센터 등의 시설을 갖추고 있다.
- 법학전문도서관: 중앙도서관의 분관으로 2007년 12월 개관하였다. 60,000여권의 법학전문도서와 특성화 분야인 문화법 관련도서 6,000여권 및 1,000여종의 저널 등을 구비하고 일반 열람실 1,600석을 보유하고 있다. 판사, 검사, 변호사, 법무사 등 법조인들에게 이용증을 발급하여 도서대출과 판례정보 등 다양한 정보지원 서비스를 제공하고 법조인 출신 교수진과 연계해 법률 상담 서비스도 제공한다.[40]

생활관
조선대학교에는 총 3개의 생활관이 있다.
- 백학학사: 남·여학사 총 513실에 1,026명을 수용할 수 있는 2개동으로 이루어져 있고 개인별 네트워크시설, 독서실, 체력단련실, 자치회실 등을 보유하고 있으며 태양열을 이용한 시설을 갖춘 에너지 절약형 건물로서 2002년 개관하였다.[58]
- 그린빌리지: 외국인 유학생들을 위한 생활관으로 여학사 2개동, 남학사1개동에 148명을 수용할 수 있다.[59] 2006년 국내최초로 신재생에너지 시범마을로 조성되어[60] 태양열을 이용하여 에너지를 자급자족한다.[61]
- 글로벌하우스: 2011년 완공되어 지하2층 지상11층 규모에 1,500명을 수용할 수 있는 2개동으로 이루어져 있으며[62] 기숙형 글로벌화 집중교육(GH-ESL, GH-CSL) 실시를 통하여 1~3층에서는 원어민 강사가 상시 배치되어 학기중 2-3학년을 대상으로 영어, 중국어 몰입교육이 이뤄지고 있고[63] 편의점, 멀티미디어실, E-Clinic Center 등을 갖추고 있다.

언어교육원
1996년 어학교육원으로 시작하여 2008년 현재의 언어교육원으로 명칭을 변경, 학부 생활영어·영어회화실습 강의를 전담 운영하고 있으며, 산업체 및 시민을 위한 외국어 강좌 개설 및 외국인 임용관리, 외국인 학생을 위한 한국어 강좌, 베트남 분원 세종 한국어 학당, 한국어교사 양성과정, CU TESOL(Teaching English to Speakers of Other Languages) 등을 운영하고 있다.
평생교육원
1995년에 조선대학교 부설 사회교육원으로 개원하여 2004년에 평생교육원으로 명칭을 변경하였다. 교육과 연구, 사회봉사기능을 수행하며 연간 130여개 강좌를 개설하고 있으며 현재 민간경비교육, 학점은행제 등을 운영하고 있다.
박물관
1992년 미술대학 건물 2층에 개관하여 1999년 지금의 본관 1층으로 이전하였다. 총면적 706m2에 전시실, 수장고, 유물정리실, 학예연구, 자료실 등을 갖추고 있고 소장유물은 2만 7,774점에 이른다. 전시실은 제1전시실(대학사실), 제2전시실(정득주 동문 기증유물실), 제3전시실(호남지역사실)로 나뉜다. 제1전시실에는 조선대학교의 연혁과 민립대학건설 과정, 건립 당시의 영상자료를 전시하고 있고 제2전시실에는 조선대학교 졸업생인 정득주가 기증한 460점의 도자기 유물을 전시하고 있으며 제3전시실에는 조선대학교 박물관이 직접 조사하여 밝혀낸 유적과 각 대표 유물 등을 시대별로 정리하여 호남 지역에 자리 잡고 살아온 선조들의 삶의 모습을 한눈에 볼 수 있도록 전시하고 있다. 이외에 다양한 특별전을 열고 있다.
미술관
1989년 미술대학 신관을 건립하면서 함께 개관하였고 1992년 정식으로 미술관 승인을 받았다. 미술대학 건물 1층에 위치해있으며 상설전시실인 '김보현&실비아 올드미술관'은 본관 중앙현관 1층에 위치해있다.

조선대학교 전경 (겨울)
조선대학교 야경 (겨울)
본관 야경
대학원
체육관
장미원 야경

### 첨단산학캠퍼스
조선대학교 첨단산학캠퍼스는 광주광역시 북구 첨단과기로208번길 50에 위치해 있으며, 학생 현장교육 지원·산학 협력연구·산업체 장비공동 활용사업 등을 목적으로 2005년 1만m² 규모의 대지에 설치 되었으며, 기술집약형 벤처기업 및 신기술 사업을 창출하고 벤처기업 응용 및 상품기술 개발에 대한 연구인력을 지원하고 있는 창업보육센터와 호남지역 부품산업 기술기반 조성을 통한 지역경제 활성화 및 국제산업기술경쟁력 강화를 위하여 산학연관 공동기술 개발 기반 및 기술협력체계를 구축하고 부품산업 관련 첨단고가장비 구입 등의 사업을 하고 있는 부품기술혁신센터가 있다. 그 외에 치과용정밀장비 및 부품기술혁신센터, 첨단부품소재 전문인력사업단, 선박해양공학과가 있다.

## 교육 방침상의 특징

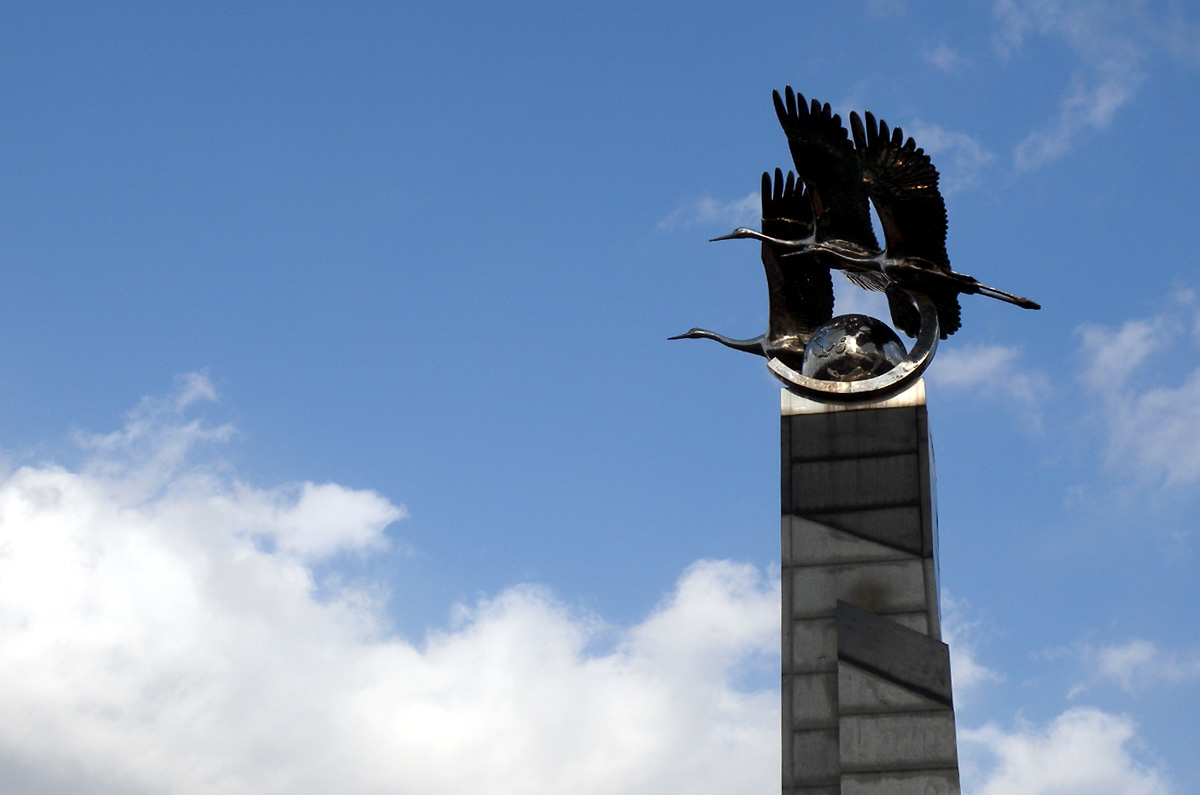
백학탑 (2012년)

### 교육 목표
개성교육·생산교육·영재교육의 건학이념 아래 개성을 중시하는 '창조적 인재 양성', 정보화 시대를 선도하는 '기술 인재 양성', '봉사 정신'이 투철한 사회 지도자 양성, '국제적 식견'을 겸비한 전문 인재 양성을 교육 목표로 한다.

### 장학 제도
신입생과 재학생들을 위하여 성적우수, 국가유공자, 복지, 공로 등 다양한 종류의 장학 제도를 운영중이다. 대표적 장학금으로 신입생 대학수학능력시험 성적으로 선발하는 'CU Leader 장학금'과 교육과학기술부 국책사업 선정결과에 따라 선발하는 'Pride CU 장학금', 학과(부) 장학사정 기준에 따라 선발하는 '백악성적장학금'이 있다. 2011년 2학기에는 학생들의 학비 경감을 위하여 장학금을 22억원 증액하였다.

### 국제 교류
21개국 89개 대학교, 8개 단과대학, 29개 학과·기관·연구소 등과 자매결연 중이다. (2012년 11월 기준) 
| 아시아 - 베트남 7개 - 사우디아라비아 1개 - 인도 3개 - 인도네시아 5개 - 일본 14개 - 중국 43개 - 중화민국 4개 - 캄보디아 1개 - 태국 2개 - 필리핀 4개 | 유럽 - 독일 2개 - 러시아 9개 - 스페인 1개 - 영국 1개 | 아프리카 - 이집트 3개 오세아니아 - 뉴질랜드 3개 - 호주 3개 | 북아메리카 - 미국 18개 - 캐나다 1개 남아메리카 - 칠레 1개 - 콜롬비아 1개 |  |

## 대학 생활

### 총학생회

학생회관 (2011년)

조선대학교 학생회는 총학생회를 중심으로 총여학생회, 각 단과대학생회 등으로 조직되어 있는 학생자치기구이다. 연례행사인 총장배축구대회, 국토대장정, 학교축제인 대동제 준비와 각종 봉사활동을 기획한다. 2018년 31대 든든이 활동중이다.

### 대학 언론사
교내 방송사인 교육방송국(Chosun University Educational Broadcasting, CUEB)은 1975년 5월 19일 개국하였으며 둘셋가요제, CUEB Festival등 다양한 행사를 개최한다. 매년 5월 18일 5.18 특집방송을 하고있다. 교내 신문인 《조대신문》(朝大新聞)은 민족대학 건설에 이바지, 대학언론 창달에 기여, 지역사회 발전에 공헌이라는 사시 아래 1954년 9월 15일 1호를 시작으로 2011년 5월 1000호를 돌파하였다.
《The Chosun World》를 발행하는 영자신문사는 대학언론의 창달을 도모하고 학내의 학술연구활동 및 학생활동을 국내외에 소개하는 데 그 목적을 두고 1970년 4월 20일부터 부정기적으로 발행하다가 1980년 정기 간행물로서 교내 학생 월간지에 등록되었다. 대학부, 문화부, 국제사회부, 웹부 총 4개 부서가 활동중이다. 《민주조선》 교지편집위원회는 조선대학교의 특별자치기구로서 완벽한 편집자율권이 보장된 유일한 학생자치 언론사이다. 1988년 1·8 항쟁 이전까지 학내의 모든 선전물들은 비리재단과 박철웅 총장의 선전도구로 전락해 있었고 이런 상황에서 학우들 스스로의 목소리를 올바르게 전달하기 위하여 1988년 8월 1일 발족하였다. 《민주조선》은 신입생들을 위한 '새내기호'와 편집위원회의 기획에 따른 '특별호', 정식으로 발간되는 '본호'로 구별되어 1년에 1~2회 편집위원회의 기획에 따라 발간된다. 1988년 1·8 항쟁이 끝나고 30년에 걸친 박철웅 총장 일가의 비리를 만화를 곁들여 풍자와 해악으로 엮은 《朴총장님! 한바꾸 더 돕시다》를 출간했는데 2010년 정이사 체제로 전환되는 과정에서 옛 경영진과의 분규가 발생하자 재발간 하였다.
그 외 신문방송학과의 분과로 방송, 언론, 광고 계통의 인터넷 방송국(CBN), 프레상스, 알라드가 있다.

### 보건 · 복지

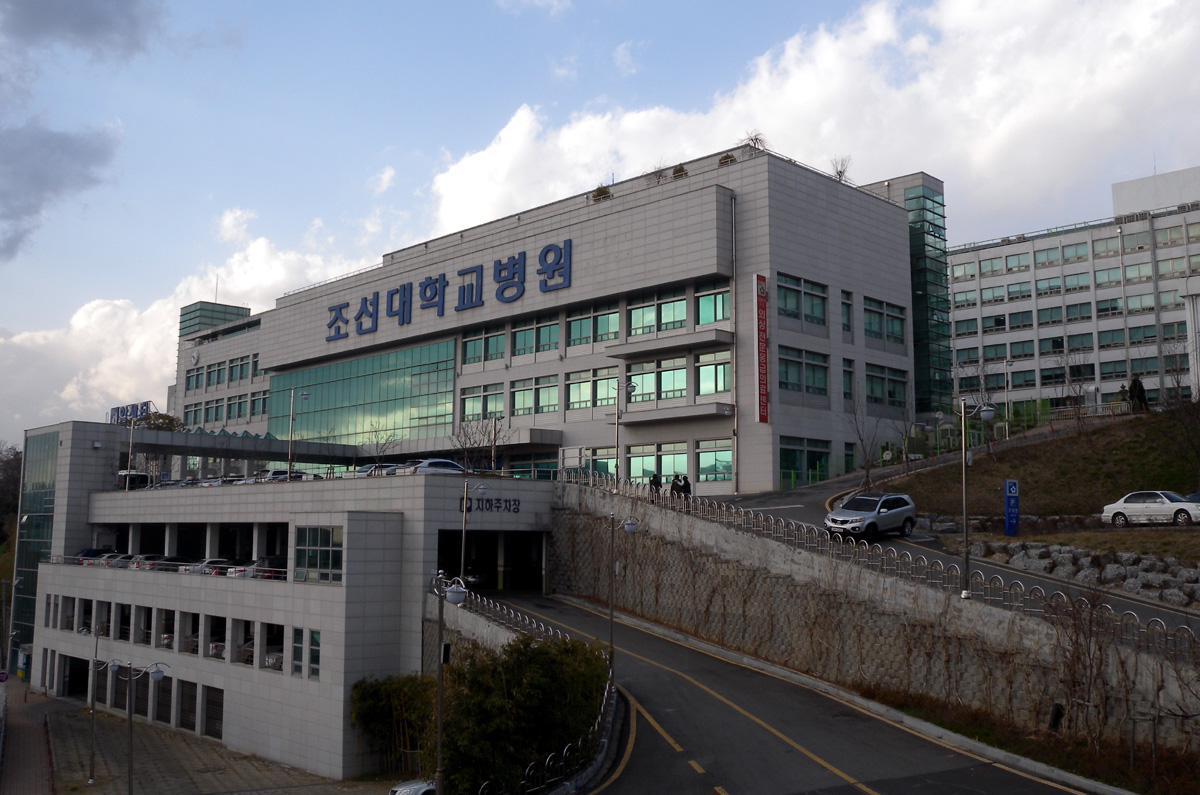
조선대학교병원 (2012년)

1·8 항쟁 기간중 제기된 학생복지에 관한 중요성의 인식을 토대로 재학기간 중 발생하는 각종 질병 및 부상에 대한 의료혜택을 제도적으로 보장하여 학생들의 건강한 대학생활과 보건향상을 통한 교육환경 개선에 목적을 두고 1988년 학생의료보건조합이 설립되었는데, 조합원이 되려면 학생의료공제조합비를 납부하여야 하고 휴학생도 조합원 자격 취득이 가능하다. 보건진료소는 매년 신입생과 재학생들 대상으로 혈액 및 소변검사와 결핵 검사를 포함, 일반 구강검진 등 8종목의 건강 검진을 실시하여 건강문제를 가진 대상자의 추후관리와 각종 예방접종 등의 건강증진 사업을 하고 있다. 2007년 신규 보건사업으로 개설된 비만 프로그램과 금연 클리닉을 운영중이다.
1971년 우수한 의료인 양성과 지역주민의 보건 향상이라는 목적아래 조선대학교부속병원이라는 이름으로 19개 진료과 200병상 규모로 개원한 조선대학교병원은 2011년 보건복지부에 의하여 최상위 기관인 상급종합병원에 지정되었다. 현재 212실 707병상을 운영중이며, 조선대학교치과병원은 1978년 조선대학교부속치과병원으로 개원하여 2000년 지금의 현대식 치과병원건물로 이전하였다. 현재 10개 진료과 2실 2클리닉을 운영중이다.

### 대학발전협의회
대학발전협의회는 2000년 5월 등록금 인상 과정 속에서 학내 현안 문제에 학생 및 대학 집행부 양자간의 생각을 듣고 해단 사안들을 대학을 해결하기 위하여 설치되었다.대학발전협의회는 학교측 3인과 학생회측 3인으로 시작하여 현재 위원장(기획조정실장), 학교측 위원 2인(총학생회장, 학원자주화학생위원회 위원장) 및 간사 2인(기획조정실 기획팀장, 예산팀장)으로 구성되어있으며, 대학발전협의회 운영을 통하여 예결산 심의/평가과정에서의 학생 참여 보장이 실현되고 있고 학생복지 및 면학분위기 향상 등의 성과를 거두고 있다.

### 연례 행사

장미원 입구 (2010년)

조선대학교에서는 다양한 연례 행사를 개최하는데 대표적인 행사로 장미축제와 대동제가 있다. 2003년 5월 23일 제1회를 시작으로 매년 5월 장미축제 - 백악의 향기라는 이름으로 장미축제가 열리는데 행사기간에는 유명가수 및 각 단과대학 및 동아리 공연, 의장대 공연 등의 축하공연과 체험행사로 장미와 함께하는 책 만들기, 장미 종이접기 등이 열리고 디지털사진 콘테스트 그리고 장미원 사진 전시회가 열린다. 2011년 장미축제 기간에는 '밤샘 책읽기' 행사가 열렸다. 장미축제가 열리는 장미원(ROSE GARDEN)은 2001년 UNIVERSITY PARK 계획과 연계하여 의과대학 동문들을 중심으로 교직원과 학생들에게 쉼터로 활용하기 위하여 1000m2 규모로 2003년 1차 조성되어 2008년에는 광주은행의 기부금과 지역민, 교직원 및 학생의 뜻을 모아 현재의 장미원으로 확장되었다. 현재 8299m2 규모에 총 227종 1만 7994주의 장미가 식재되어 있으며 장미원 내에는 양병도 동문의 기탁금으로 만들어진 서림정이 있다.
10월에는 조선대학교의 축제인 대동제가 학내 1·8 극장 또는 캠퍼스 거리에서 열린다. 축제 기간에는 각 단과대학 혹은 동아리의 주막 부스 및 프리마켓 설치, 조대 골든벨, 유명가수 초청공연 등의 행사를 진행한다. 2011년 대동제의 캐치프레이즈는 교양과 열정, 사랑과 우정이 콸콸 넘치는 축제를 통해 건강하고 발전적인 대학 문화를 이끌어가자는 의미의 '콸, 콸, 콸'이었다.

## 졸업생

### 총동창회

제5회 졸업식

총동창회가 발족되기 전 1949년 7월 창립 총회를 가지고 발족한 동창회는 1987년 1·8 항쟁 당시 학원민주화를 위해 농성·투쟁하던 후배 재학생들을 불순세력으로 매도하고 박철웅의 명예회복을 위하여 관제데모까지 행하는 등 반민주적, 반동문적 행태를 하였다. 이를 계기로 뜻있는 동문들끼리 구교동문회, 민주동문회를 창립하여 학내사태를 원만하게 해결하도록 노력하던 중 총동창회의 필요성을 깨닫고 1989년 구교동문회, 민주동문회, 약학대학동문회, 의대동문회, 구동창회(민주적 동창회 건설에 동의하는 인사), 총학생회 대표들이 모여 총동창회 건설 준비위원회를 결성하여 지금의 총동창회가 발족하였다. 2001년 재단법인 조선대학교 총동창 장학회가 설립되었으며 동문 의료 우대사업 등 다양한 활동을 하고있다. 2010년 총동창회는 비리집단인 옛 경영진 측 인사들로 구성된 '조선대 동창회'와 회장, 이사장, 사무국장 등의 명칭 사용 금지 가처분 신청을 하였고 법원이 이를 받아들여 조선대 동창회라는 명칭은 총동창회만이 사용할 수 있도록 배타적 권리를 인정받았다. 또한 2011년에는 '조선대 동창회'의 회장, 이사장, 사무국장을 상대로 낸 회장직 부존재 확인 등 소송에서도 승소하여 그 적통을 인정받았다. 매년 말 정기총회 및 '조대인의 밤' 행사를 개최한다.

## 사건 · 사고 및 논란

### 시립대학 전환 관련 논란
조선대학교의 시립대학 전환과 관련하여 처음 논란이 일었던 것은 김덕중 교육부 장관이 1999년 7월 23일 전남대학교에서 열린 간담회에서 '조선대학교 시립화 방안을 검토중에 있다'는 발언에서 비롯되었다. 이에 조선대학교 교수협의회와 노동조합은 '대학 구성원들의 합의가 없는 일부 세력에 의한 시립화 움직임은 결코 용납될 수 없다'는 성명서를 발표하였다. 이후 시립대학 전환 관련 논의는 뜸해졌다가 2010년 1월 18일 진보신당의 윤난실 광주시장 후보자가 '광주는 두 개의 국립대만 있을 뿐 서울(서울시립대학교)과 인천(인천대학교)처럼 지역의 일꾼을 전문적으로 육성할 시립대학이 없다'며 '조선대학교의 시립대학 전환이 필요하다'는 공약을 내세워 다시 도마 위에 올랐고, 2011년 3월 23일 정병국 문화체육부 장관이 '광주시가 조선대학교를 인수해 아시아중심대학으로 만드는 방법도 생각해볼 수 있다'며 조선대학교를 시립대학으로 전환해볼만 하다는 입장을 밝혔다. 학벌 없는 사회 광주모임은 '사립학교법이 존재하고 있는 현재 구조 아래에서는 민립대학이라는 조선대학교의 설립이념을 구현할 수 없다'며 시립대학 전환을 촉구하고 나섰으며, 학내에서는 학생들을 중심으로 원래 민립대학으로 출발한 조선대학교의 역사성에서 비롯하여 시립화에 대한 공감대가 확산되었으나, 강현욱 학교법인 조선대학교 이사장은 '광주시나 대학 쪽과 사전에 어떠한 교감도 없이 시립대학 전환과 관련한 발언이 나와 오해를 불러일으킬 소지가 있다'며 이에 대한 난색을 드러냈다.

### 법학전문대학원 선정 관련 논란

법과대학의 모습 (2011년)

조선대학교의 법학전문대학원(로스쿨) 준비는 문민정부 시절 '로스쿨 제도 도입'이 거론되기 시작할 때부터 되어왔었다. 2004년 대법원 산하 사법개혁위원회가 법학전문대학원 도입과 관련된 세부사항들을 발표한 이후 조선대학교는 법과대학 정원을 200명으로 증원하고 대학 건물 신축, 법조인 출신 교수진을 영입하는 등 로스쿨 유치를 위하여 발빠르게 움직였다. 2005년 4월에는 동문들로 구성된 '법학전문대학원 유치후원회 결성대회'를 열어 1인 1만원 기부운동을 통하여 재정적 후원 기반을 구축하기도 하였다. 2007년에 와서는 국회의 '로스쿨법' 통과가 미적해지는 분위기 속에 조속한 처리를 촉구하는 단식 농성에 들어가기도 하였다. 조선대학교는 557억원의 투자액을 쏟아부어 지방 사립대의 부진함 속에 학교의 명운을 걸고 로스쿨 유치에 사활을 걸었다. 2007년 11월 30일 '봉사하는 법률가. 리더형 법률가. 전문화된 법률가. 창의적인 법률가 양성'이라는 교육이념과 특성화분야로 문화법을 결정, 교육인적자원부에 로스쿨 인가 신청서를 제출하였으나, 2008년 1월 30일 로스쿨 예비인가 대학에서 탈락하였고, 이에 대학측은 긴급 대책회의와 긴급기자회견, 궐기대회를 법과대학 모의법정에서 갖고 예비선정의 효력정지를 구하는 가처분신청을 포함한 모든 법적 방법을 동원하여 대응해 나갈 것이라고 천명했으며, 로스쿨 인가 촉구를 위한 법인 이사진 전원사퇴 기자회견을 가졌다. 2월에는 서울행정법원에 교육인적자원부 장관을 상대로 로스쿨 심의자료 증거보전을 신청했으며, 교직원과 동문들이 참여하여 예비인가 전면 백지화를 촉구하며 상경집회를 가졌다. 2월 4일 결국 조선대학교가 빠진채로 예비인가 대학 확정안이 발표되었고, 2월 12일 학교법인 조선대학교는 교육인적자원부를 상대로 한 (광주권 4개 대학에 대한)예비인가 처분 취소·예비인가 효력정지 가처분·(조선대학교에 대한)예비인가 거부처분 취소 소송을 위한 소장을 서울행정법원에 제출했다. 파문은 확산되어 학교에서 동문과 재학생들을 중심으로 내부책임론이 고개를 들면서 책임을 추궁하기도 하였다. 4월에는 로스쿨 심의자료 증거보전신청이 각하되었으며 5월 학교는 평등권·학문의 자유 침해 등의 이유로 동국대학교 등 5개 대학과 함께 헌법소원을 제기하였고, 8월에는 로스쿨 예비인가 처분 취소 소송에서 패소판결을 받았다. 조선대학교가 제기했던 '경쟁 관계에 있는 전남대학교 교수가 로스쿨 대학을 선정하는 법학교육위원회 위원으로 참여해 선정 절차에 하자가 있다'며 광주 권역에서 로스쿨을 인가받은 전남대·전북대·원광대·제주대의 인가를 취소 요청하는 소송에 대하여는 법학전문대학원설치법 제13조는 법학교육위원이 심의 대상 학교에 재직하고 있다면 관여하지 못하도록 하는 제척사유를 규정하고 있는데 로스쿨 예비인가 대학 및 정원을 심의·의결한 2008년 1월 15차 회의에 전남대 교수가 참여한 것은 제척조항에 저촉되어 위법하지만 인가를 취소하는 것은 공공복리에 적합하지 않다고 덧붙였고, 결국 2009년 12월 로스쿨 탈락이 대법원 확정판결에 의하여 확정되었다. 이후 학교에서는 법과대학 로스쿨 대책위원회를 구성하였다.

### 정이사 선임 관련 논란

민주적 정이사 쟁취를 위한 범조선인 결의대회 (2009년)

1988년 1·8 항쟁 이후 조선대학교는 임시이사가 파견된 사학중 가장 오랫동안 임시이사 체제로 이어져오고 있었다. 2007년에 들어 정이사 체제로의 전환에 대한 논점이 뜨겁게 부각되기 시작하며 정이사 체제 구성안이 확정되었으나, 1·8 항쟁의 원인이었던 옛 경영진 복귀와 관련하여 분규가 다시 발생하였다. 이에 학교측은 학사운영에 차질을 우려하며 조속한 정이사 임명을 촉구하는 담화문을 발표하였고, 사학분쟁조정위원회는 조선대학교 관련 특별소위원회를 구성하였으나, 결국 교육과학기술부는 임시이사를 추진하였고, 학내에서 정이사 선임 촉구와 관련하여 동맹휴업에 들어가기도 하였음에도 불구하고, 2008년 정이사 체제로의 전환은 2009년으로 넘어가게 되었고, 교직원과 동문, 학생 등이 조선대학교 정상화 및 전 경영진 복귀저지 비상대책위원회를 조직하여 임시이사 파견저지 및 정이사 쟁취를 위한 투쟁선포식을 갖고 교육과학기술부의 임시이사 파견 움직임에 대해 저지 투쟁에 돌입하였다. 그럼에도 불구하고 교육과학기술부가 임시이사 파견에 강행 조짐을 보이자 학교측 교무위원회는 천막농성에 돌입하였고, 한국사립대학교수회연합회 또한 조선대학교 정이사 체제 확립을 촉구하고 나섰다. 하지만 결국 교육과학기술부는 임시이사 재파견을 결정하였으며, 이후 사학분쟁위원회와 조선대학교 구 재단의 갈등과 정이사 선임 재연기에 대하여 국회 교육과학기술위원회 소속 김영진 의원은 유감을 표명하였다. 2009년 12월 10일 사학분쟁위원회는 학교법인 조선대학교의 정이사 선임을 공식적으로 의결하고 이사장에는 강현욱 전(前) 전라북도지사가 선출되었으며, 정이사 7명이 선임되었고, 추가로 3명의 이사가 선임되었다. 정이사가 선임되었음에도 옛 경영진은 법원의 판결을 인정하지 않으며 이사장을 고발하는 등 공세를 펼쳤다. 2010년 11월 2일 광주지방법원은 학교법인 조선대학교가 박철웅 전 총장의 일가를 상대로 제기한 조선대학교와 관련된 명칭을 사용할 수 없도록 하는 명칭 등 사용금지 가처분 신청을 받아들였다. 이 결정을 통하여 옛 경영진의 정통성을 사실상 부정하는 것으로 학교 경영진 복귀를 시도해 온 옛 경영진의 움직임에 쐐기를 박은 것이라는 평가를 받았다.

### 의학전문대학원생 데이트 폭력 사건
2015년 3월 28일, 조선대학교 의학전문대학원에 다니는 남성(34)이 동기인 여자친구를 4시간 넘게 감금·폭행한 사건이 발생했다. 학교 측의 무성의한 대응 및 사후 처리와 광주지방법원의 말도 안되는 판결로 분노한 피해자측이 SBS에 제보하면서 여론의 분노를 점화하여 뒤늦게나마 세상에 알려지게 되었다.

## 참고 자료
- 조선대 총학생회 (1988). 《朴총장님! 한바꾸 더 돕시다》. 도서출판 광주. ISBN 200051200026-8

## 같이 보기
| - 조선이공대학 - 조선간호대학 - 조선대학교 부속고등학교 - 조선대학교 여자고등학교 - 조선대학교 미술관 | - 조선대학교병원 - 조선대학교치과병원 - 조선대학교 본관 - 5·18 광주 민주화 운동 - 1·8 항쟁 |

### 내용주
1. ↑  일제강점기의 민립대학설립운동(民立大學設立運動)은 1920년 6월 한규설, 이상재, 윤치호의 의거로 조선교육회설립발기회를 개최하면서 시작되었는데 이후 이와 관련된 운동은 일제가 탄압한 탓에 실패하였다. 호남 지역의 민립대학설립운동을 다룬 자세한 문헌은 없으나 조선대학 설립동지회 입회 권유문[朝鮮大學 設立同志會 入會 勸誘文]의 내용으로 1920년대의 민립대학설립운동에 영향받았다고 유추할 수 있다.

### 참조주
1. ↑  “현황”.
2. ↑  “대학알리미 조선대학교 공시정보”.
3. ↑  “상징동물”.
4. ↑  조한필 기자 (2009년 6월 10일). “(앞서가는 광주) 광주의 경제 영토 넓히는 조선대”. 매일경제. 2013년 12월 17일에 원본 문서에서 보존된 문서. 2010년 8월 6일에 확인함.
5. 1 2 3  “발자취”. 두산세계대백과사전. 2012년 1월 3일에 확인함.
6. 1 2 3 4 5  “박철웅의 꿈과 야망, 그리고 조선대”. 가우리학문공동체BLOG. 2011년 11월 29일에 확인함.
7. 1 2  “光州朝鮮大學園 大學昇格申請”. 동아일보. 1948년 1월 11일. 2010년 11월 25일에 확인함.
8. 1 2  “光州朝鮮大學園 卄五日 昇格認可”. 동아일보. 1948년 5월 27일.
9. 1 2  “光州朝鮮大學認可 七萬二千名의淨財集結”. 조선일보. 1948년 5월 27일.
10. 1 2  송형일 기자 (2010년 9월 28일). “조선대 29일 개교 64주년 기념식”. 연합뉴스. 2012년 1월 3일에 확인함.
11. 1 2  송형일 기자 (2009년 12월 31일). “조선대 정이사 최종 선임..정상화 '출발'”. 연합뉴스. 2010년 9월 1일에 확인함.
12. ↑  “대학상징물”. 조선대학교 - 대학소개 - 대학상징 - 상징물. 2011년 11월 27일에 확인함.
13. ↑  “설립정신”. 조선대학교 대학 소개 - 이념과 전망 - 설립 정신. 2011년 9월 12일에 확인함.
14. ↑  최육상 기자 (2005년 5월 12일). “대한민국 최초 대학은 어디?”. 오마이뉴스. 2011년 10월 17일에 확인함.
15. 1 2  “설립동지회 소개”. 조선대학교 대학소개 - 이념과 비전 - 설립동지회. 2011년 9월 12일에 확인함.
16. ↑  “(경향 60돌)설립 60주년 사립대학”. 경향신문. 2006년 9월 28일. 2011년 11월 20일에 확인함.
17. ↑  “건학이념”. 조선대학교 대학 소개 - 이념과 전망 - 건학 이념. 2011년 9월 12일에 확인함.
18. 1 2 3  한홍구 (2001년 8월 22일). 《한홍구의 역사이야기 - 학교가 원래 니거였니?》. 《한겨레21》 (제373호).
19. 1 2 3 4 5 6 7 8  “연혁”. 조선대학교 - 대학소개 - 발자취 - 연혁. 2011년 11월 24일에 확인함.
20. ↑  “번지는『糾彈의 喊聲』"間接侵略을粉碎하자"”. 동아일보. 1964년 3월 26일.
21. ↑  “學生「데모」連사흘째”. 동아일보. 1964년 3월 26일.
22. ↑  최치봉 기자 (2010년 5월 17일). “(5·18민주화운동 30주년) 80년 5월의 광주…그날 무슨일이”. 서울신문. 2011년 11월 20일에 확인함.
23. ↑  5.18민중항쟁사적12 비문. 2011년 11월 20일에 확인.
24. ↑  “5.18사적지안내”. 5.18기념재단 - 5.18민중항쟁 - 5.18사적지 - 사적지안내. 2011년 12월 2일에 원본 문서에서 보존된 문서. 2011년 11월 25일에 확인함.
25. ↑  문관현 기자 (1997년 5월 17일). “`5.18사적지' 27곳 확정발표”. 연합뉴스. 2011년 11월 20일에 확인함.
26. 1 2  “옛 재단은 ‘조선대’ 들어간 조직명 사용 마라”. 경향신문. 2010년 11월 3일. 2011년 11월 26일에 확인함.
27. ↑  “朝鮮大生 1千5百명 총장집앞서 한때시위”. 동아일보. 1987년 9월 9일. 2011년 11월 12일에 확인함.
28. ↑  “朝鮮大제적생 30여명 4일째 농성계속”. 경향신문. 1987년 9월 21일. 2011년 11월 12일에 확인함.
29. ↑  “朝鮮大 學內사태 관련 公權力개입 요청”. 동아일보. 1987년 11월 11일. 2011년 11월 12일에 확인함.
30. ↑  “朴哲雄 朝鮮大총장 해임”. 동아일보. 1987년 12월 29일. 2011년 11월 12일에 확인함.
31. ↑  “조선대 일부 학생들은 朴哲雄총장 퇴진등을 요구하며 본관 총장실등을 점거”. 경향신문. 1988년 1월 8일. 2011년 11월 12일에 확인함.
32. ↑  “朝鮮大농성 학생 강제해산”. 동아일보. 1988년 1월 8일. 2011년 11월 12일에 확인함.
33. ↑  “4개월째 농성 朝鮮大生 警察투입 강제解散”. 경향신문. 1988년 1월 8일. 2011년 11월 12일에 확인함.
34. ↑  “朝鮮大 농성학생 20명 拘束방침”. 동아일보. 1988년 1월 9일. 2011년 11월 12일에 확인함.
35. ↑  “李敦明 朝鮮大총장 本校운동장서 취임식”. 경향신문. 1988년 9월 29일. 2011년 11월 12일에 확인함.
36. ↑  김형노 기자 (2011년 1월 12일). “고 이돈명 조선대학교 제8대 총장 업적과 발자취”. 노컷뉴스. 2011년 11월 27일에 확인함.
37. ↑  김한식 기자 (2003년 8월 12일). “조선대 내성세포연구센터, 기초의과학연구센터 선정”. 전자신문. 2011년 11월 15일에 확인함.
38. ↑  장선욱 기자 (2004년 6월 28일). “조선대 군사학과 개설…대전·충남대 이어 3번째”. 국민일보. 2011년 11월 27일에 확인함.
39. ↑  김삼헌 기자 (2005년 4월 14일). “중견 건설인, 로스쿨전용 기숙사 지어 대학에 기증”. 노컷뉴스. 2011년 11월 15일에 확인함.
40. 1 2  손상원 기자 (2007년 12월 11일). “조선대 법학전문도서관 13일 개관”. 2011년 11월 15일에 확인함.
41. ↑  김재선 기자 (2007년 12월 24일). “완도에 해양생물연구센터 문열어”. 연합뉴스. 2011년 11월 15일에 확인함.
42. ↑  손상원 기자 (2008년 5월 14일). “조선대 '장기발전계획 2015' 확정”. 연합뉴스. 2011년 11월 15일에 확인함.
43. ↑  “<표> 의학전문대학원 전환 현황”. 연합뉴스. 2009년 6월 7일. 2011년 11월 15일에 확인함.
44. ↑  “朝鮮大에 종합감사 官選이사 8명선임”. 경향신문. 1988년 2월 4일. 2011년 11월 12일에 확인함.
45. ↑  송형일 기자 (2011년 1월 3일). “조선대, 기초교육대학 확대 개편”. 연합뉴스. 2011년 11월 29일에 확인함.
46. ↑  홍기철 기자 (2011년 9월 29일). “조선대학교 개교 65주년 기념식 개최”. 아시아투데이. 2011년 11월 15일에 확인함.
47. ↑  안현주 기자 (2011년 12월 15일). “조선대, 호남지역 최초 임상약학대학원 설립”. 뉴시스. 2011년 12월 17일에 확인함.
48. ↑  2018 대학기본역량진단평가 결과(일반대학), 연합뉴스, 2018년 8월 23일 작성.
49. 1 2 3  “본관 역사·소개”. 문화재청 - 문화유산정보 - 문화재검색. 2011년 11월 23일에 확인함.
50. ↑  “조선대본관 일부 폐쇄 4~7층 기둥균열발견”. 동아일보. 1995년 8월 20일. 2011년 11월 20일에 확인함.
51. ↑  정우천 기자 (2004년 5월 24일). “광주,오래된 학교건물 4곳 문화재로”. 문화일보. 2011년 11월 20일에 확인함.
52. ↑  정승호 기자 (2009년 4월 16일). “조선대 본관 야경‘빛고을’상징으로”. 동아일보. 2011년 11월 20일에 확인함.
53. ↑  손상원 기자 (2004년 6월 18일). “조선대 운동장에 인조잔디 구장”. 연합뉴스. 2011년 11월 20일에 확인함.
54. ↑  장철호 기자 (2010년 10월 4일). “조선대 1.8극장 새단장”. 프라임경제. 2011년 11월 20일에 확인함.[깨진 링크(과거 내용 찾기)]
55. ↑  “남광주역”. 광주도시철도공사 CYBER STATION - 남광주. 2013년 10월 6일에 원본 문서에서 보존된 문서. 2011년 11월 23일에 확인함.
56. ↑  이지은 기자 (2005년 5월 26일). “조선대 중앙도서관 장서 100만권 돌파”. 광주드림. 2011년 11월 20일에 확인함.
57. ↑  “중앙도서관 소개”. 조선대학교 중앙도서관 - 도서관소개. 2010년 11월 24일에 원본 문서에서 보존된 문서. 2011년 12월 17일에 확인함.
58. ↑  “기숙사현황”. 조선대학교 생활관 - 학사소개 - 백학학사. 2011년 11월 27일에 확인함.
59. ↑  “기숙사현황”. 조선대학교 생활관 - 학사소개 - 그린빌리지. 2011년 11월 27일에 확인함.
60. ↑  김선애 기자 (2011년 1월 31일). “신재생에너지 시범마을 '그린빌리지' 국내 최초 조성”. 이투뉴스. 2011년 11월 27일에 확인함.
61. ↑  손상원 기자 (2006년 3월 30일). “태양에너지 시범마을 그린빌리지”. 이투뉴스. 2011년 11월 27일에 확인함.
62. ↑  송형일 기자 (2011년 3월 11일). “'신개념 기숙사' 조선대 글로벌 하우스”. 연합뉴스. 2011년 11월 27일에 확인함.
63. ↑  민석기 박진주 기자 (2011년 5월 10일). “난 조선대 글로벌하우스로 어학연수 간다”. mk뉴스. 2011년 11월 27일에 확인함.
64. ↑  정승호 기자 (2008년 10월 15일). “조선대, 베트남에 한국어학당 설립”. 동아일보. 2011년 11월 20일에 확인함.
65. ↑  송형일 기자 (2012년 7월 29일). “조선대 호찌민에 한국어교원 양성 과정 첫 개설”. 연합뉴스. 2012년 7월 31일에 확인함.
66. ↑  “언어교육원 소개”. Chosun University Language Education Institutte - 언어교육원소개 - 주요사업. 2011년 11월 27일에 확인함.
67. ↑  “평생교육원 소개”. 조선대학교 평생교육원 - 교육원소개 - 교육원역사. 2011년 11월 27일에 확인함.
68. ↑  “박물관 유물현황”. 조선대학교 박물관 - 박물관안내 - 유물현황. 2011년 11월 27일에 확인함.
69. 1 2 3  “박물관 전시실 안내”. 조선대학교 박물관 - 전시실. 2006년 2월 19일에 원본 문서에서 보존된 문서. 2011년 11월 27일에 확인함.
70. ↑  정승호 기자 (2002년 6월 27일). “현대미술 거장 실비아 올드 작품기증”. 동아일보. 2011년 11월 27일에 확인함.
71. ↑  김재훈 기자 (2011년 9월 30일). “조선대, 김보현·실비아 올드 미술관 개관식 가져”. 뉴스웨이브. 2016년 3월 6일에 원본 문서에서 보존된 문서. 2011년 11월 27일에 확인함.
72. ↑  김한식 기자 (2005년 6월 15일). “조선대, 첨단 산학캠퍼스 준공”. 전자신문. 2011년 11월 20일에 확인함.
73. ↑  
“창업보육센터 소개”. 첨단산학캠퍼스 - 연구지원안내 - 창업보육센터. 2011년 11월 27일에 확인함.[깨진 링크(과거 내용 찾기)]
74. ↑  “부품기술혁신센터 소개”. 첨단산학캠퍼스 - 연구지원안내 - 부품기술혁신센터. 2011년 11월 27일에 확인함.[깨진 링크(과거 내용 찾기)]
75. ↑  “첨단산학캠퍼스 소개”. 첨단산학캠퍼스 홈페이지. 2011년 11월 27일에 확인함.[깨진 링크(과거 내용 찾기)]
76. ↑  “교육목표”. 조선대학교 - 대학소개 - 이념과 비전 - 교육목표. 2011년 11월 25일에 확인함.
77. ↑  “장학제도안내”. 조선대학교 장학안내 - 장학제도. 2011년 11월 25일에 확인함.
.
78. ↑  여민희 기자 (2011년 7월 13일). “(조선대)학생들 학비 경감 위해 2011학년도 2학기 장학금 22.3억 원 증액”. 경향신문. 2011년 11월 25일에 확인함.
79. ↑  “교육방송국 연혁”. 조선대학교 교육방송국 - CUEB소개 - 연혁. 2011년 11월 25일에 확인함.
80. ↑  여민희 기자 (2011년 5월 6일). “조대신문 지령 1000호 기념식 성료”. 경향신문. 2011년 11월 25일에 확인함.
81. ↑  조소연 기자 (2011년 5월 31일). “역사 속 조대신문 기자들을 만나다”. 조대신문. 2013년 12월 13일에 원본 문서에서 보존된 문서. 2011년 11월 25일에 확인함.
82. ↑  “영자신문사 연혁”. 조선대학교 영자신문사 - Introduction - 연혁. 2011년 11월 25일에 확인함.
83. ↑  “《민주조선》 교지편집위원회 소개”. 민주조선 교지편집위원회 - 민주조선 - 건설배경. 2011년 11월 25일에 확인함.[깨진 링크(과거 내용 찾기)]
84. ↑  “총장님 한바꾸 더 돕시다”. 한겨레. 1988년 11월 9일. 2011년 11월 27일에 확인함.
85. ↑  “총장님 한바꾸 더 돕시다(조선대총학생회 篇)”. 동아일보. 1988년 11월 15일. 2011년 11월 27일에 확인함.
86. ↑  조선대 총학생회 (1988년 10월 1일). 《朴총장님! 한바꾸 더 돕시다》. 도서출판 광주. ISBN 200051200026-8.
87. ↑  이상환 기자 (2010년 3월 16일). “조선대 범대위 "비리집단 舊재단 이사 사퇴하라"”. 광남일보. 2011년 11월 27일에 확인함.[깨진 링크(과거 내용 찾기)]
88. ↑  “신문방송학과 학생활동”. 조선대학교 신문방송학과 - 학생활동. 2011년 11월 25일에 확인함.
89. ↑  “학생의료보건조합 소개”. 조선대학교 - 대학생활 - 학생활동 - 학생시설안내 - 보건 및 금융. 2011년 12월 29일에 확인함.
90. ↑  “보건진료소 소개”. 조선대학교 보건진료소. 2011년 12월 29일에 확인함.
91. ↑  최완규 기자 (2010년 12월 19일). “조선대병원, 상급종합병원 '재선정'”. 메디컬투데이. 2011년 12월 21일에 확인함.
92. ↑  “조선대학교 치과병원 소개”. 조선대학교 치과병원 - 병원소개. 2011년 12월 21일에 확인함.[깨진 링크(과거 내용 찾기)]
93. ↑  “대학발전협의회 소개”. 조선대학교 - 대학생활 - 대학발전협의회. 2011년 12월 30일에 확인함.
94. ↑  정건조 기자 (2004년 5월 12일). “152가지 ‘장미의 유혹’ 형형색색”. 경향신문. 2011년 11월 25일에 확인함.
95. ↑  송형일 기자 (2011년 5월 18일). “'장미와 함께'..조선대 장미축제 20일 개막”. 연합뉴스. 2011년 11월 25일에 확인함.
96. ↑  배명재 기자 (2012년 5월 25일). “조선대 장미축제 시작 “227가지 장미꽃 피었어요””. 경향신문. 2012년 5월 28일에 확인함.
97. ↑  송형일 기자 (2011년 5월 22일). “밤을 하얗게 지새운'..조선대 '밤샘 책읽기'”. 연합뉴스. 2011년 11월 25일에 확인함.
98. ↑  “장미원 현황 및 연혁”. 장미원 - 장미원소개 - 장미원 현황 및 연혁. 2014년 10월 15일에 원본 문서에서 보존된 문서. 2011년 11월 25일에 확인함.
99. ↑  안현주 기자 (2009년 12월 21일). “조선대 장미원서 '서림정' 현판식 열려”. 연합뉴스. 2011년 11월 25일에 확인함.
100. ↑  “2011년 대동한마당”. 조선대학교 공식블로그 - 대동한마당. 2011년 11월 25일에 확인함.
101. ↑  “총동창회 연혁”. 조선대학교총동창회 - 총동창회 소개 - 연혁. 2012년 10월 26일에 원본 문서에서 보존된 문서. 2011년 11월 25일에 확인함.
102. ↑  송형일 기자 (2010년 8월 29일). “"조선대 동창회 명칭 사용하면 안돼요"(종합)”. 연합뉴스. 2011년 11월 26일에 확인함.
103. ↑  손상원 기자 (2011년 1월 16일). “법원 "조선대 옛경영진측 동창회 정통 아니다"”. 연합뉴스. 2011년 11월 26일에 확인함.
104. ↑  여운창 기자 (1999년 7월 23일). “김 교육부장관 '조선대 시립화 방안 검토'”. 연합뉴스. 2011년 8월 6일에 확인함.
105. ↑  여운창 기자 (1999년 7월 27일). “조선대 교협, 노조 '시립화 반대' 성명”. 연합뉴스. 2011년 8월 6일에 확인함.
106. ↑  전승현 기자 (2010년 1월 18일). “진보신당 '조선대, 광주시립대학으로'(종합)”. 연합뉴스. 2011년 8월 6일에 확인함.
107. ↑  전승현 기자 (2011년 3월 23일). “문화부장관, 조선대 시립대 전환 검토 필요(종합)”. 연합뉴스. 2011년 8월 6일에 확인함.
108. 1 2  정대하 기자 (2011년 3월 30일). “조선대 ‘시립대 전환’ 공론화될까”. 한겨레. 2015년 9월 27일에 원본 문서에서 보존된 문서. 2011년 8월 6일에 확인함.
109. ↑  배명재 기자 (2011년 3월 29일). “조선대, 시립대 전환 공감대 확산”. 경향신문. 2011년 8월 6일에 확인함.
110. ↑  이상일 기자 (2004년 9월 15일). “지방大 ‘운명 건 전쟁’…″로스쿨 유치여부에 사활 달렸다″”. 국민일보. 2011년 11월 17일에 확인함.
111. ↑  손상원 기자 (2004년 12월 31일). “전남대.조선대 법조인 출신 교수영입 박차”. 연합뉴스. 2011년 11월 17일에 확인함.
112. ↑  김재선 기자 (2005년 4월 8일). “조선대, 법학전문대학원 유치후원회 결성대회”. 연합뉴스. 2011년 11월 17일에 확인함.
113. ↑  정태웅 문혜정 기자 (2007년 4월 23일). “`로스쿨 법안` 처리 미적 … 대학들 화났다”. 한국경제. 2011년 11월 17일에 확인함.
114. ↑  박준모 기자 (2007년 8월 2일). “조선대 '557억 들여 로스쿨에 올인합니다'”. 한국경제. 2011년 11월 17일에 확인함.
115. ↑  최치봉 기자 (2007년 8월 24일). “로스쿨 유치전 이렇게 준비한다 (3)조선대”. 서울신문. 2011년 11월 17일에 확인함.
116. ↑  이형주 기자 (2007년 11월 30일). “전남대·조선대 로스쿨 인가 신청”. 뉴시스. 2011년 11월 17일에 확인함.
117. ↑  송창헌 기자 (2008년 1월 30일). “로스쿨 탈락 조선대 '충격...망연자실'”. 뉴시스. 2011년 11월 17일에 확인함.
118. ↑  박준일 기자 (2008년 1월 30일). “로스쿨 탈락한 조선대 '모든 법적 대응 불사' 방침”. 노컷뉴스. 2011년 11월 17일에 확인함.
119. ↑  “조선대 이사진 전원사퇴”. 연합뉴스. 2008년 1월 31일. 2011년 11월 17일에 확인함.
120. ↑  손상원 기자 (2008년 2월 2일). “조선대 로스쿨 심의자료 증거보전 신청”. 연합뉴스. 2011년 11월 17일에 확인함.
121. ↑  손상원 기자 (2008년 2월 3일). “조선대 로스쿨 탈락 반발 상경집회”. 연합뉴스. 2011년 11월 17일에 확인함.
122. ↑  손상원 기자 (2008년 2월 12일). “조선대 로스쿨 예비인가 무효소송 제기”. 연합뉴스. 2011년 11월 17일에 확인함.
123. ↑  송창원 기자 (2008년 2월 18일). “'로스쿨 탈락' 조선대, 내부 책임론 고개”. 뉴시스. 2011년 11월 17일에 확인함.
124. ↑  손상원 기자 (2008년 2월 19일). “'로스쿨 유치실패 책임져라'<조선대 법대동문>”. 연합뉴스. 2011년 11월 17일에 확인함.
125. ↑  백나리 기자 (2008년 4월 8일). “로스쿨 심사 서류 증거보전 신청 각하”. 연합뉴스. 2011년 11월 17일에 확인함.
126. ↑  신재우 기자 (2008년 5월 2일). “로스쿨 탈락 6개 대학, 헌법소원 제기”. 연합뉴스. 2011년 11월 17일에 확인함.
127. ↑  김은미 기자 (2008년 8월 20일). “<종합>조선대, 로스쿨 예비인가 취소 소송 패소”. 뉴시스. 2011년 11월 17일에 확인함.
128. ↑  차대운 이세원 기자 (2009년 4월 30일). “고법 '전남대 로스쿨 인가 위법'(종합2보)”. 연합뉴스. 2011년 11월 17일에 확인함.
129. ↑  이웅 기자 (2009년 12월 30일). “조선대·동국대 로스쿨 탈락 확정판결”. 연합뉴스. 2011년 11월 17일에 확인함.
130. ↑  “법과대학 로스쿨 대책위원회 구성”. 조선대학교 법과대학 - 법학전문대학원 - 추진현황. 2011년 11월 17일에 확인함.
131. ↑  김진각 기자 (2007년 4월 17일). “임시이사 파견대학 조기정상화”. 한국일보. 2013년 12월 13일에 원본 문서에서 보존된 문서. 2011년 9월 12일에 확인함.
132. ↑  손상원 기자 (2007년 11월 22일). “조선대학교 정이사 체제 구성안 확정”. 연합뉴스. 2011년 9월 12일에 확인함.
133. ↑  송창헌 기자 (2008년 3월 3일). “조선대 '옛 경영진 복귀 반대..분규 우려'”. 뉴시스. 2011년 9월 12일에 확인함.
134. ↑  정병일 기자 (2008년 6월 16일). “고 박철웅 총장 일가 복귀, 정상화 막판 '진통'”. 노컷뉴스. 2011년 9월 12일에 확인함.
135. ↑  송형일 기자 (2008년 6월 25일). “조선대 정이사 선임 지연..학사운영 차질 우려(종합)”. 연합뉴스. 2011년 9월 12일에 확인함.
136. ↑  김성태 기자 (2008년 6월 26일). “조선대 정이사 조기 임명 촉구 담화문 발표”. 프라임경제. 2011년 9월 12일에 확인함.[깨진 링크(과거 내용 찾기)]
137. ↑  정병일 기자 (2008년 7월 24일). “사학분쟁조정위, 조선대 관련 특별소위 구성키로(종합)”. 노컷뉴스. 2011년 9월 12일에 확인함.
138. ↑  송창헌 기자 (2008년 9월 26일). “<종합>조선대 정이사제 '먹구름'…교과부, 임시이사 추진”. 뉴시스. 2011년 9월 12일에 확인함.
139. ↑  정병일 기자 (2008년 12월 3일). “조선대 총학생회 4일 전면 휴업 결정”. 노컷뉴스. 2011년 9월 12일에 확인함.
140. ↑  안현주 기자 (2009년 3월 25일). “조선대, 임시이사 파견저지 '투쟁 선포'”. 뉴시스. 2011년 9월 12일에 확인함.
141. ↑  안현주 기자 (2009년 4월 8일). “조선대 교무위원 '정상화 촉구' 천막농성 돌입”. 뉴시스. 2011년 9월 12일에 확인함.
142. ↑  안현주 기자 (2009년 4월 20일). “사립대교수연합, 조선대 정이사 선임촉구”. 뉴시스. 2011년 9월 12일에 확인함.
143. ↑  이윤영 기자 (2009년 4월 23일). “조선대에 임시이사 재파견 결정(종합)”. 뉴시스. 2011년 9월 12일에 확인함.
144. ↑  구길용 안현주 기자 (2009년 11월 27일). “<종합>김영진 '조선대 정상화 무산 사분위 사태 유감'”. 뉴시스. 2011년 9월 12일에 확인함.
145. ↑  안현주 기자 (2009년 12월 10일). “<종합>사분위, 조선대 정이사 22년만에 선임”. 뉴시스. 2011년 9월 12일에 확인함.
146. ↑  최성국 기자 (2010년 1월 15일). “조선대 새 이사장에 강현욱 전전북지사 만장일치로 선출”. 한국경제. 2011년 9월 12일에 확인함.
147. ↑  송형일 기자 (2010년 4월 22일). “조선대, 신구 경영진 갈등 아직 '진행형'”. 연합뉴스. 2011년 9월 12일에 확인함.
148. ↑  손상원 기자 (2010년 11월 2일). “법원 "조선대 옛경영진, 조선대 명칭 못써"(종합)”. 연합뉴스. 2011년 9월 12일에 확인함.
149. ↑  “여자친구 4시간 폭행 '끔찍 녹취록'…처벌은 '벌금형'”. SBS. 2015년 11월 28일.